# 엔리키요호
엔리키요호(스페인어: Lago Enriquillo)는 도미니카 공화국의 남서부에 위치한 고염도 호수이다. 호수의 물은 바오루코주와 인데펜덴시아주 사이에 걸쳐 있으며, 후자는 아이티와 접경한다. 엔리키요호는 도미니카 공화국과 히스파니올라섬, 그리고 전체 카리브 제도에서 가장 큰 호수이다. 또한 섬나라에서는 가장 낮은 지점이기도 하다.

## 수문학

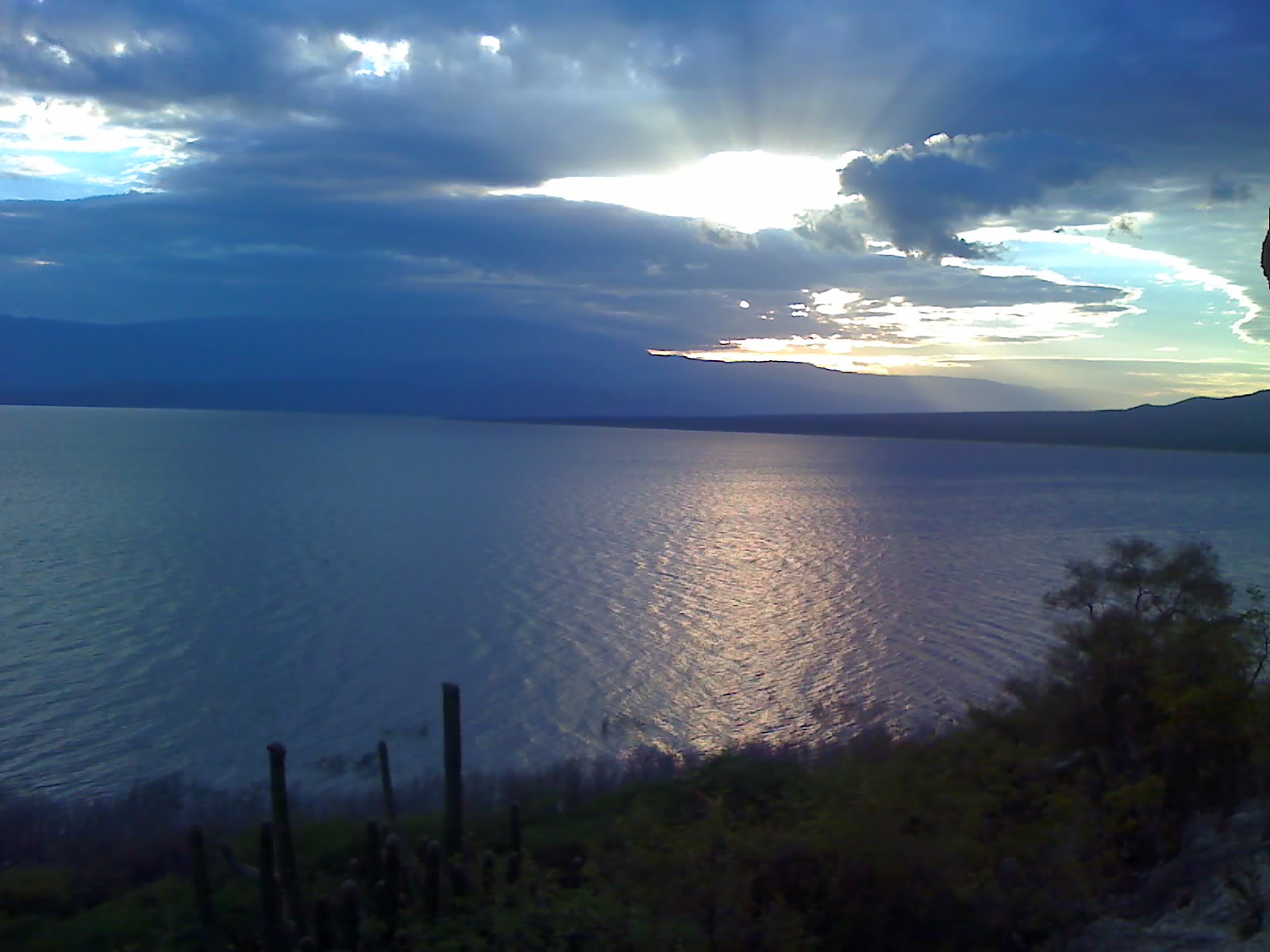
라데스쿠비에르타 근처 라스 카리타스 국립공원에서 본 엔리키요호

엔리키요호는 380 km2 (150 mi2)의 면적을 차지하며, 섬나라에서 가장 낮은 지점으로 해수면 아래 46 m (151 ft)에 위치한다. 호수의 유역에는 10개의 작은 강 시스템이 포함된다. 북쪽 네이바 산맥(이미지 하단 중앙 및 하단 오른쪽)에서 발원하는 강들은 연중 흐르는 강이다. 남쪽 바오루코주 산맥에서 발원하는 강들은 간헐적이다. 엔리키요호는 배출구가 없어 내륙분지의 예가 된다. 호수의 수위는 폭풍우로 인한 강수량과 지역의 높은 증발률의 조합으로 인해 변동한다. 호수의 염도는 33퍼밀 ( 바닷물과 비슷)에서 100 퍼밀 이상 ( 고염도)까지 다양할 수 있다.
이 지역은 덥고 반건조한 기후를 가지고 있다. 연간 강수량은 고르게 분포되어 있지 않으며, 5월과 10월에 최고 강수량을 기록한다. 건기는 12월부터 4월까지로, 이때 강수량은 20 mm (0.79 in) 미만일 수 있다. 호수의 길이 때문에 연간 평균 강수량도 동쪽과 서쪽 끝에서 달라지는데, 북서쪽 해안에서는 729 mm (28.7 in), 남동쪽에서는 508 mm (20.0 in)이다.

### 홍수 추세
2004년에서 2009년 사이에 호수는 표면 면적이 두 배로 늘었다. 2004년 기록에 따르면 호수는 164 km2 (63 mi2)였고, 2011년 측정에서는 면적이 350 km2 (140 mi2)에 달했다.
홍수의 원인은 논란 중이지만, 최근 몇 년간 이 지역의 강수량 증가, 삼림 벌채로 인한 유출로 호수 바닥을 높이는 데 기여하는 퇴적물 증가, 그리고 표면 증발률을 감소시키는 온화한 기온 등 여러 요인의 조합일 수 있다.

## 지리
호수는 아이티의 포르토프랭스 근처부터 도미니카 공화국의 네이바 만까지 뻗어 있는 계곡에 위치한다. 이 계곡은 도미니카 공화국에서는 엔리키요 분지로, 아이티에서는 플레인 뒤 쿨드사크로 알려져 있다. 함몰의 일부는 해수면 아래에 있으며, 엔리키요호와 히스파니올라섬에서 두 번째로 큰 호수(아이티에서 가장 큰 호수)인 에탕 사우마트르를 포함한 큰 염호로 덮여 있다.
역사적으로 호수에는 바르바리타, 이슬리타, 카브리토스섬의 세 개의 섬이 있었다. 한때 가뭄 동안 수위가 내려갔을 때 섬들은 사구로 서로 연결되어 있었다. 2011년 12월 현재, 카브리토스섬만 남아 있으며, 다른 두 섬은 호수 수위 상승으로 잠겼다.

## 지질학

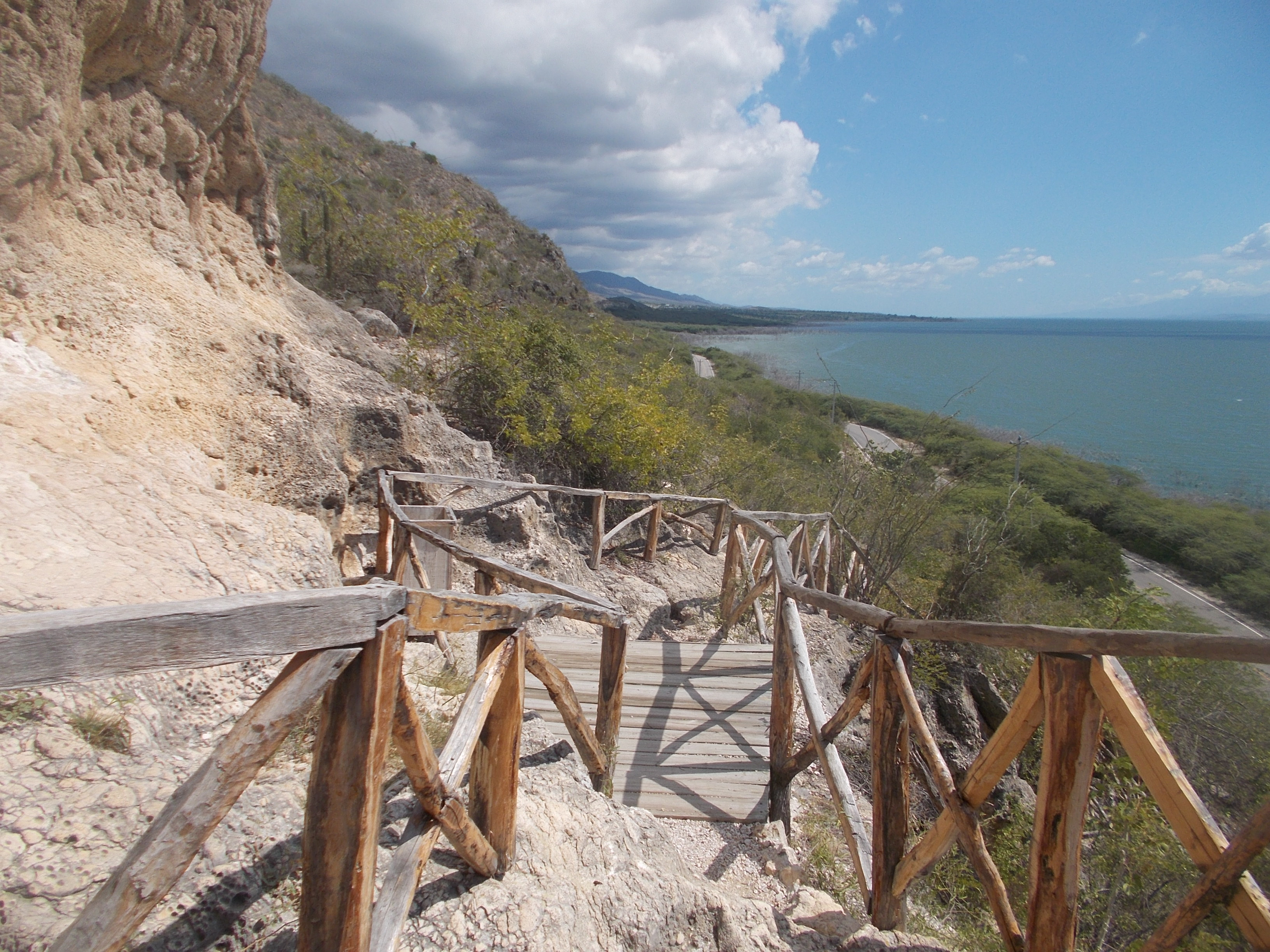
라스 카리타스.

엔리키요호는 북쪽의 아이티 습곡 및 충상단층대와 남쪽의 융기된 해양 지각인 마시프 드 라 셀과 바오루코 산맥 산맥 사이의 경사분지로 형성된 선형 함몰 내에 위치한다. 엔리키요-플랜테인 가든 단층대는 서쪽의 자메이카부터 동쪽의 도미니카 공화국 네이바 근처까지 뻗어 있는 함몰부를 가로지르는 후기 주향이동 단층이다. 이전의 해협이었던 이 계곡은 약 100만 년 전 수위가 내려가고 해협이 야케 델 수르강의 퇴적물로 채워지면서 형성되었다. 이로 인해 이 지역에서는 지진이 흔하다.

## 생태

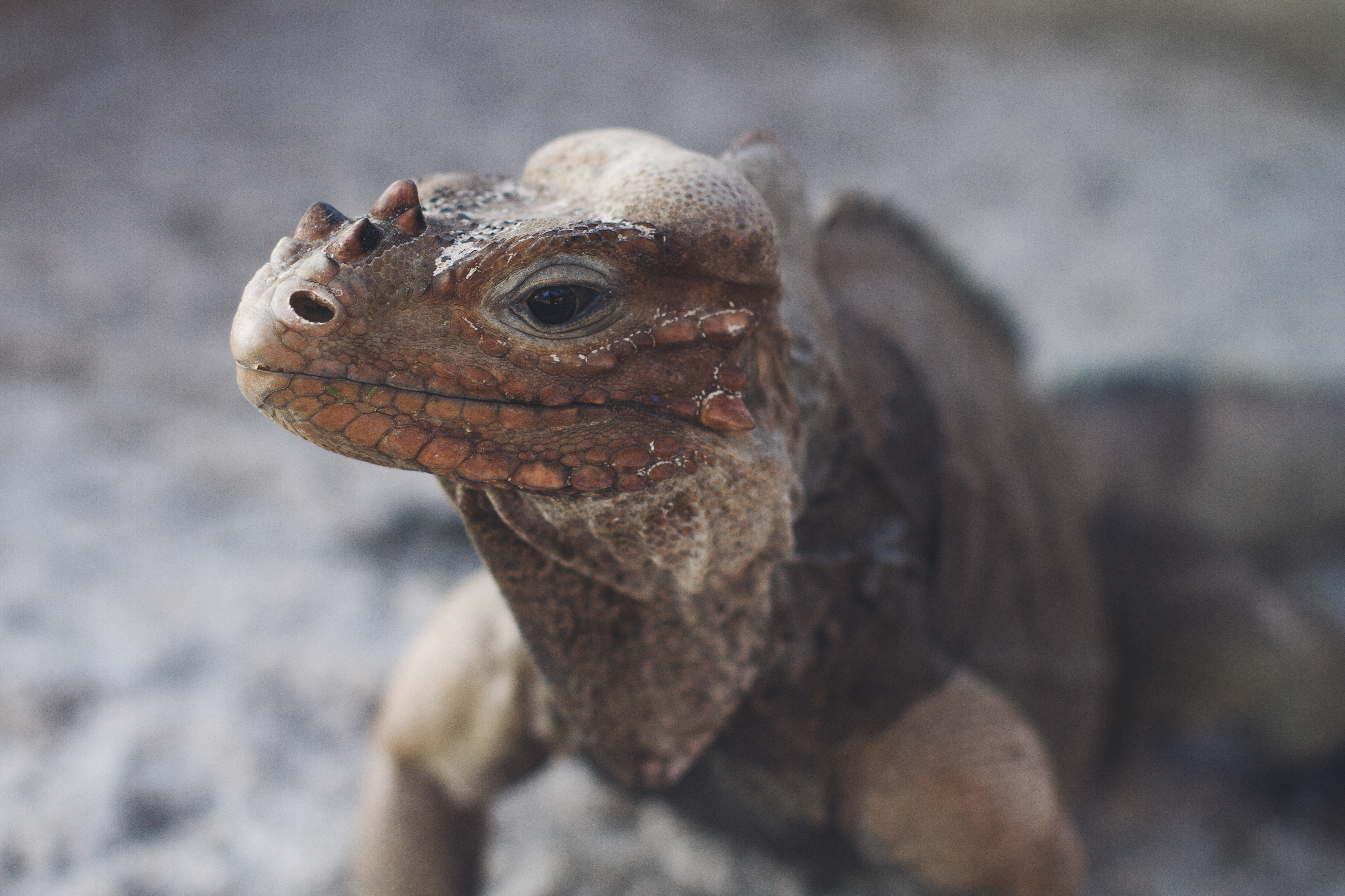
엔리키요호의 코뿔이구아나.

엔리키요호는 카리브 제도에서 가장 많은 아메리카악어(크로코딜루스 아큐투스) 개체군의 서식지이다. 이 호수에는 세 종의 토착 어류가 서식하는데, 검은줄리미아(리미아 멜라노노타타), 히스파니올라 갬부시아(감부시아 히스파니올라), 그리고 히스파니올라 푸프피쉬(키프리노돈 본디)이다. 히스파니올라섬에 고유하고 멸종 위기에 처한 두 종의 이구아나가 호수 주변과 카브리토스섬에서 공생하며 서식한다: 리코드이구아나(사이클루라 리콜디)와 코뿔이구아나(사이클루라 코르누타). 토착종인 히스파니올라 레이서(하티오피스 아노말루스), 즉 뱀 또한 이 지역에 서식한다. 호수에서 발견되는 수많은 조류 종 중에서 아메리카 홍학(포에니콥테루스 루베르)이 두드러지며, 홍학 무리는 특히 카브리토스섬과 호수 동쪽 끝 근처에 집중되어 있다.
선인장(특히 토착종인 멜로칵투스 르메이레이)과 같이 건조한 곳에서 잘 자라는 식물들이 이곳에서 발견될 수 있다.
이 지역을 보존하기 위해 1974년에 국립공원이 설립되었고, 2002년에는 다른 두 공원과 합쳐져 하라과-바오루코-엔리키요 생물권 보전지역을 형성했다.

## 역사
이 호수는 16세기 초 스페인인들에게 저항하여 호수 남쪽 산에 숨었던 토착 타이노인의 카시케인 엔리키요의 이름을 따서 명명되었다. 이전에는 호수가 위치했던 타이노 추장국의 이름을 따서 하라과 호수라고 불렸다.

## 경제

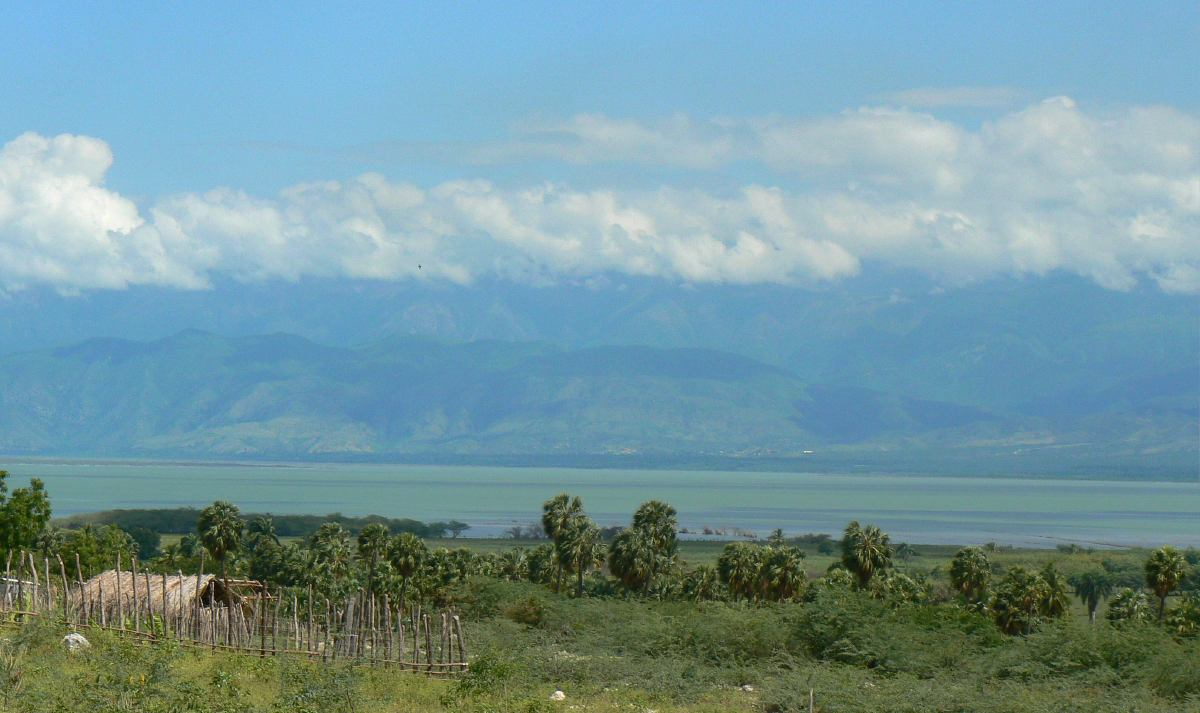
엔리키요호 남쪽 해안, 북쪽으로 시에라 데 네이바 산맥을 바라봄; 인데펜덴시아주, 도미니카 공화국

엔리키요호 근처의 땅은 오랫동안 농업에 사용되어 왔으며, 바나나, 고구마, 카사바와 같은 작물이 재배되었고 소를 위한 목초지로도 사용되었다. 수위 상승은 호수와 접한 읍면의 수백 명의 인근 주민들에게 영향을 미쳤으며, 막대한 농경지 손실을 초래했다.
엔리키요 호반 근처의 주요 도시로는 북동쪽의 바오루코주의 주도 네이바와 호수 서쪽 끝 아이티 국경 근처의 인데펜덴시아주의 주도 히마니가 있다. 라데스쿠비에르타는 라고 엔리키요-카브리토스섬 국립공원 입구에 가장 가까운 마을이다. 호수 근처에 위치하며 수위 상승으로 심각한 영향을 받은 보카 데 카촌 공동체는 엔리키요 해안에서 더 멀리 떨어진 새로운 마을 건설을 포함한 정부의 이전 노력의 대상이 되어왔다.
엔리키요호는 국내외 관광객 모두에게 중요한 관광지가 되었다. 호수를 조망할 수 있는 곳에는 아마도 타이노인 이전 시대의 것으로 추정되는 원주민 암각화(현지에서는 "라스 카리타스", "얼굴"이라고 불림)가 있다. 근처 마을에는 주로 상업과 관련된 여행자들이 이용하고 관광객들도 이 지역의 명소를 보기 위해 이용하는 여러 작은 호텔이 있다. 버스를 이용한 교통 시스템도 이 공동체와 산토도밍고 및 그 사이의 다른 공동체들을 연결한다.

## 내용주
1. ↑  2003년에 호수는 20년 이상 만에 최저 수위를 기록했다.[8]
2. ↑  이 단층은 파괴적인 2010년 아이티 지진의 원인이었다.
3. ↑  2014년 기사에서는 정부 추정치로 40,000 에이커 (16,000 ha)의 농경지가 손실되었다고 언급한다.[17]